# Ауд Хеверле
Ауд Хеверле (на нидерландски: Oud-Heverlee) е селище в Централна Белгия, окръг Льовен на провинция Фламандски Брабант. Намира се на 4 km югозападно от центъра на град Льовен. Населението му е около 10 900 души (2006).

## Известни личности
Родени в Ауд Хеверле
- Андре Делво (1926 – 2002), режисьор